# Instituto Brasileiro de Economia
O Instituto Brasileiro de Economia, unidade da Fundação Getúlio Vargas criada em 1951, funciona como "Think Tank" da instituição. Com um grupo de economistas liderado por Jorge Kingston e Alexandre Kafka, o instituto pela primeira vez contabilizou o PIB brasileiro.
O FGV IBRE propõe estudos econômicos e estatísticos sobre o produto nacional, preços, salários, produção e comércio, e realiza análises e cotejo de mercados e dos setores industriais nas diversas regiões do país. Parte da produção estatística do Instituto é oferecida gratuitamente, como bens públicos. Incluem-se nesse caso o Índice Geral de Preços - Mercado (IGP-M), o Índice de Preços ao Produtor Amplo (IPA), o Índice de Preços ao Consumidor (IPC) e o Índice Nacional de Custos de Construção (INCC), bem como as Sondagens da Indústria, Comércio, Serviços e do Consumidor e seus respectivos Índices de Confiança.
Os estudos cobrem diversas áreas do conhecimento econômico e são elaborados pelas diferentes áreas de pesquisa que compõem o FGV IBRE, sendo a Economia Aplicada, que elabora estudos sobre desenvolvimento econômico, agronegócios, economia e petróleo, comércio internacional, política fiscal e monetária, uma delas.
Também faz parte do FGV IBRE a Revista da Conjuntura Econômica.